# آلفرد لومیس
آلفرد لومیس (انگلیسی: Alfred Loomis; ۱۵ آوریل ۱۹۱۳ – ۷ سپتامبر ۱۹۹۴) قایقران قایق بادبانی اهل ایالات متحده آمریکا بود.